# Thomas Corcoran (cầu thủ bóng đá)
Thomas Corcoran (sinh năm 1909) là một cầu thủ bóng đá người Anh thi đấu ở vị trí hậu vệ phải.

## Sự nghiệp
Sinh ra ở Earlestown, Corcoran thi đấu cho Atherton, Bradford City và Rochdale. Đối với Bradford City ông có 3 lần ra sân ở Football League.